# Bornbach (Steinbach)
Der Bornbach ist ein gut eineinhalb Kilometer langer orographisch rechter Zufluss des Steinbaches im rheinland-pfälzischen Landkreis Kaiserslautern auf dem Gebiet der zur Verbandsgemeinde Otterbach-Otterberg gehörenden Ortsgemeinde Niederkirchen.

## Verlauf
Der Bornbach entspringt im Naturraum Untere Lauterhöhen des Nordpfälzer Berglandes auf einer Höhe von 387 m ü. NHN in einer landwirtschaftlich genutzten Zone am westlichen Fuße des Sternbergs (455,3 m) und gut einem Kilometer nordöstlich  des Niederkirchener Ortsbezirks Heimkirchen. In seinem südlich der Gemeindegrenze zu Reichsthal liegenden Quellgebiet stehen sieben Windkraftanlagen.
Von starkem Gehölz begleitet fließt der Bach zunächst etwa einhundert Meter in südlicher Richtung durch eine landwirtschaftlich genutzte Zone und betritt dann den Pfarrwald genannten westlichen Teil des Sternwaldes. Dreihundertfünfzig Meter bachabwärts verlässt er den Wald und betritt die offene Flur. Er speist kurz danach in der Flur In den Kirchwiesen einen kleinen von starkem Ufergehölz gesäumten Weiher. In diesen Weiher mündet von Osten ein zweiter Quellast, welcher sich kurz zu vor mit einem weiteren Quellast vereinte.
Der Bornbach läuft nun begleitet von einer Baumgalerie südwestwärts durch Felder und Wiesen und erreicht dann den Nordostzipfel des Dorfes Heimkirchen. Er zieht danach an der mit Häusern gesäumten Bergstraße entlang und verschwindet dann bei einem östlich der evangelischen Kirche gelegenen Spielplatz verrohrt in den Untergrund. Er quert danach unterirdisch noch die Kreisstraße 31 (Brunnenstraße) mündet schließlich verdolt auf einer Höhe von 280 m von rechts in den aus dem Südsüdosten kommenden Steinbach.

## Daten
Der Bornbach hat ein Einzugsgebiet von 2,038 km² und entwässert über den Steinbach, den  Odenbach, den Glan, die Nahe und den Rhein in die Nordsee. Der Höhenunterschied von seiner Quelle bis zu seiner Mündung beträgt 107 m, was bei einer Lauflänge von 1,672 km einem mittleren Sohlgefälle von 64,0 ‰ entspricht.